# بيل كينرايت
بيل كينرايت (بالإنجليزية: Bill Kenwright)‏‏ (4 سبتمبر 1945 في ليفربول - 23 أكتوبر 2023) ممثل، ومنتج أفلام من المملكة المتحدة.

## الجوائز
- نيشان الامبراطورية البريطانية من رتبة قائد

## روابط خارجية
- بيل كينرايت على موقع IMDb (الإنجليزية)
- بيل كينرايت على موقع ألو سيني (الفرنسية)
- بيل كينرايت على موقع ميوزك برينز (الإنجليزية)
- بيل كينرايت على موقع أول موفي (الإنجليزية)
- بيل كينرايت على موقع قاعدة بيانات برودواي على الإنترنت (الإنجليزية)
- بيل كينرايت على موقع قاعدة بيانات الأفلام السويدية (السويدية)
- بيل كينرايت على موقع ديسكوغز (الإنجليزية)
- بيل كينرايت على موقع قاعدة بيانات الفيلم (الإنجليزية)
- بيل كينرايت على موقع كينوبويسك (الروسية)